# Egiptosaure
L'egiptosaure (Aegyptosaurus, 'llangardaix d'Egipte') és un gènere de dinosaure sauròpode que va viure en el que avui en dia és Àfrica durant el Cretaci mitjà i superior (de l'Albià al Cenomanià), fa uns 95 milions d'anys. Se n'han trobat restes fòssils a Egipte, el Níger i molts llocs diferents del desert del Sàhara.